# Villefranche-d'Albigeois
Villefranche-d'Albigeois (en occitan, Vilafranca ou Vilafranca d'Albigés) est une commune française située dans l'est du département du Tarn, en région Occitanie. Sur le plan historique et culturel, la commune est dans le Ségala, un territoire s'étendant sur les départements du Tarn et de l'Aveyron, constitué de longs plateaux schisteux, morcelés d'étroites vallées.
Exposée à un climat océanique altéré, elle est drainée par le Tarn, l'Assou, le ruisseau de Caussels, le ruisseau de Lagouste et par divers autres petits cours d'eau. La commune possède un patrimoine naturel remarquable composé de deux zones naturelles d'intérêt écologique, faunistique et floristique.
Villefranche-d'Albigeois est une commune rurale qui compte 1 235 habitants en 2022. Elle fait partie de l'aire d'attraction d'Albi. Ses habitants sont appelés les Villefranchiens ou Villefranchiennes.

## Géographie

### Localisation
Commune de l'aire urbaine d'Albi située dans l'Albigeois sur la Méridienne verte à 17 km au sud-est d'Albi.

### Communes limitrophes
Les communes limitrophes sont  Ambialet, Bellegarde-Marsal, Le Fraysse, Mouzieys-Teulet, Paulinet, Sérénac, Teillet et Terre-de-Bancalié.
| Bellegarde-Marsal | Sérénac                  | Ambialet             |
| Mouzieys-Teulet   | Villefranche-d'Albigeois | Le Fraysse           |
| Terre-de-Bancalié | Teillet                  | Paulinet (sur 150 m) |

### Géologie et relief
La superficie de la commune est de 2 209 hectares ; son altitude varie de 183  à   526 mètres.

### Voies de communication et transports
Sur la D 999 (ex RN 99).-  Accès depuis Albi, prendre la direction Millau, D 999 (ex RN 99).

### Hydrographie
La commune est dans le bassin de la Garonne, au sein du bassin hydrographique Adour-Garonne. Elle est drainée par le Tarn, l'Assou, le ruisseau de Caussels, le ruisseau de Lagouste, le ravin de Fonbasse, Ray de la Valette, le ruisseau de Candarel, le ruisseau de Caudaval, le ruisseau del Cros, le ruisseau de Peyrelade et par divers petits cours d'eau, qui constituent un réseau hydrographique de 36 km de longueur totale,.
Le Tarn, d'une longueur totale de 380 km, prend sa source sur le mont Lozère, dans le nord de la commune du Pont de Montvert - Sud Mont Lozère en Lozère, et se jette dans la Garonne à Saint-Nicolas-de-la-Grave, en Tarn-et-Garonne.
L'Assou, d'une longueur totale de 36,7 km, prend sa source dans la commune du Fraysse et s'écoule du nord-est au sud-ouest. Il traverse la commune et se jette dans le Dadou à Laboutarie, après avoir traversé 12 communes.
Le ruisseau de Caussels, d'une longueur totale de 17,9 km, prend sa source dans la commune et s'écoule d'est en ouest. Il traverse la commune et se jette dans le Tarn à Albi, après avoir traversé 6 communes.

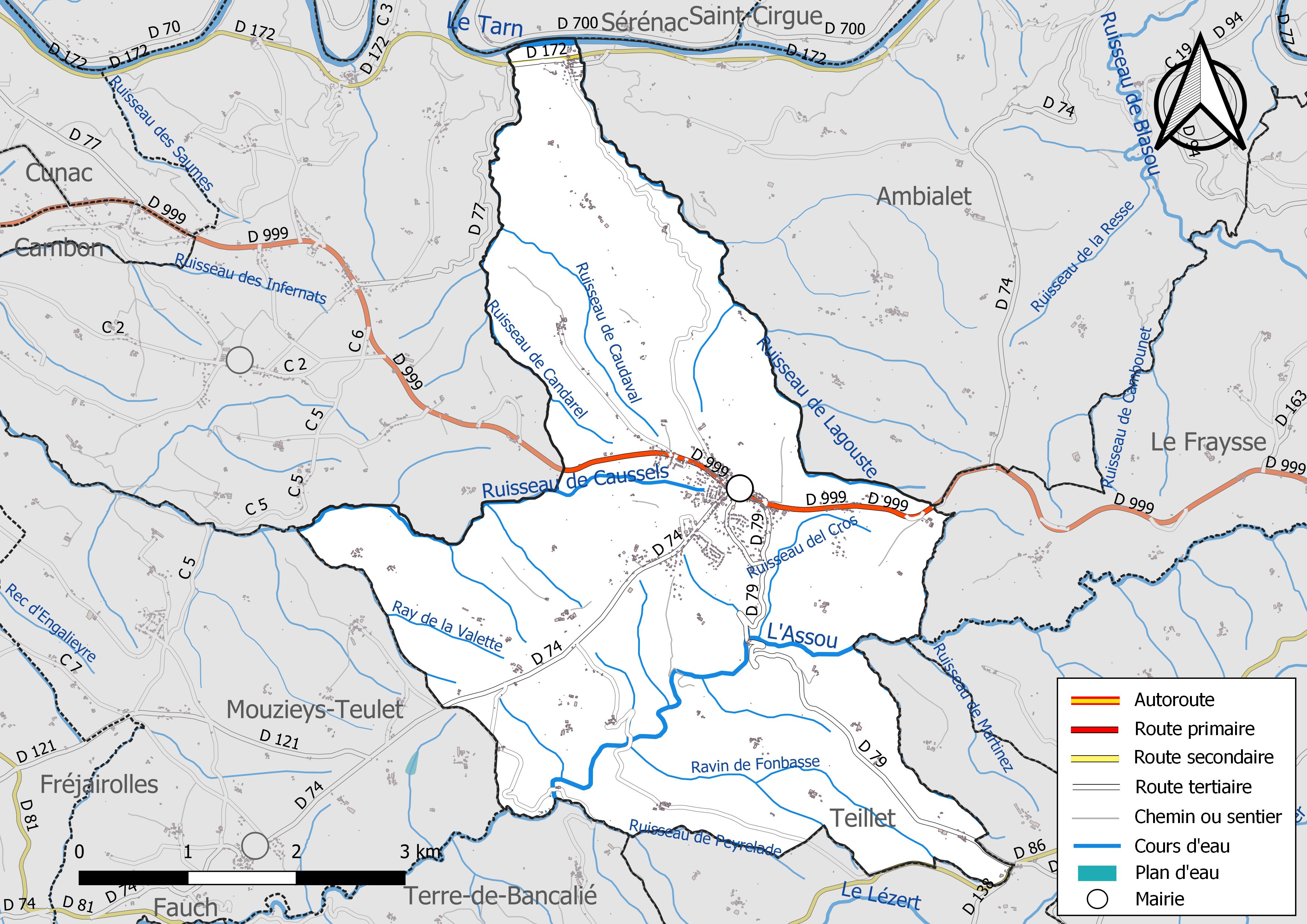
Réseaux hydrographique et routier de Villefranche-d'Albigeois.

### Climat
Pour des articles plus généraux, voir Climat de l'Occitanie et Climat du Tarn.
En 2010, le climat de la commune est de type climat océanique altéré, selon une étude du Centre national de la recherche scientifique s'appuyant sur une série de données couvrant la période 1971-2000. En 2020, Météo-France publie une typologie des climats de la France métropolitaine dans laquelle la commune est toujours exposée à un climat océanique altéré et est dans une zone de transition entre les régions climatiques « Aquitaine, Gascogne » et « Sud-est du Massif Central ».
Pour la période 1971-2000, la température annuelle moyenne est de 12,2 °C, avec une amplitude thermique annuelle de 15,7 °C. Le cumul annuel moyen de précipitations est de 1 059 mm, avec 10,8 jours de précipitations en janvier et 6,7 jours en juillet. Pour la période 1991-2020, la température moyenne annuelle observée sur la station météorologique de Météo-France la plus proche, « Bastide Solages », sur la commune de La Bastide-Solages à 17 km à vol d'oiseau, est de 13,5 °C et le cumul annuel moyen de précipitations est de 950,8 mm. 
La température maximale relevée sur cette station est de 40 °C, atteinte le 29 juin 2019 ; la température minimale est de −13 °C, atteinte le 12 janvier 1987,,.
Les paramètres climatiques de la commune ont été estimés pour le milieu du siècle (2041-2070) selon différents scénarios d'émission de gaz à effet de serre à partir des nouvelles projections climatiques de référence DRIAS-2020. Ils sont consultables sur un site dédié publié par Météo-France en novembre 2022.

### Milieux naturels et biodiversité
L’inventaire des zones naturelles d'intérêt écologique, faunistique et floristique (ZNIEFF) a pour objectif de réaliser une couverture des zones les plus intéressantes sur le plan écologique, essentiellement dans la perspective d’améliorer la connaissance du patrimoine naturel national et de fournir aux différents décideurs un outil d’aide à la prise en compte de l’environnement dans l’aménagement du territoire.
Une ZNIEFF de type 1 est recensée sur la commune :
la « rivière Tarn (partie Aveyron) » (2 381 ha), couvrant 41 communes dont 25 dans l'Aveyron et 16 dans le Tarn et une ZNIEFF de type 2, :
la « vallée du Tarn, amont » (36 322 ha), couvrant 57 communes dont 31 dans l'Aveyron, une dans la Lozère et 25 dans le Tarn.

Carte des ZNIEFF de type 1 et 2 à Villefranche-d'Albigeois.
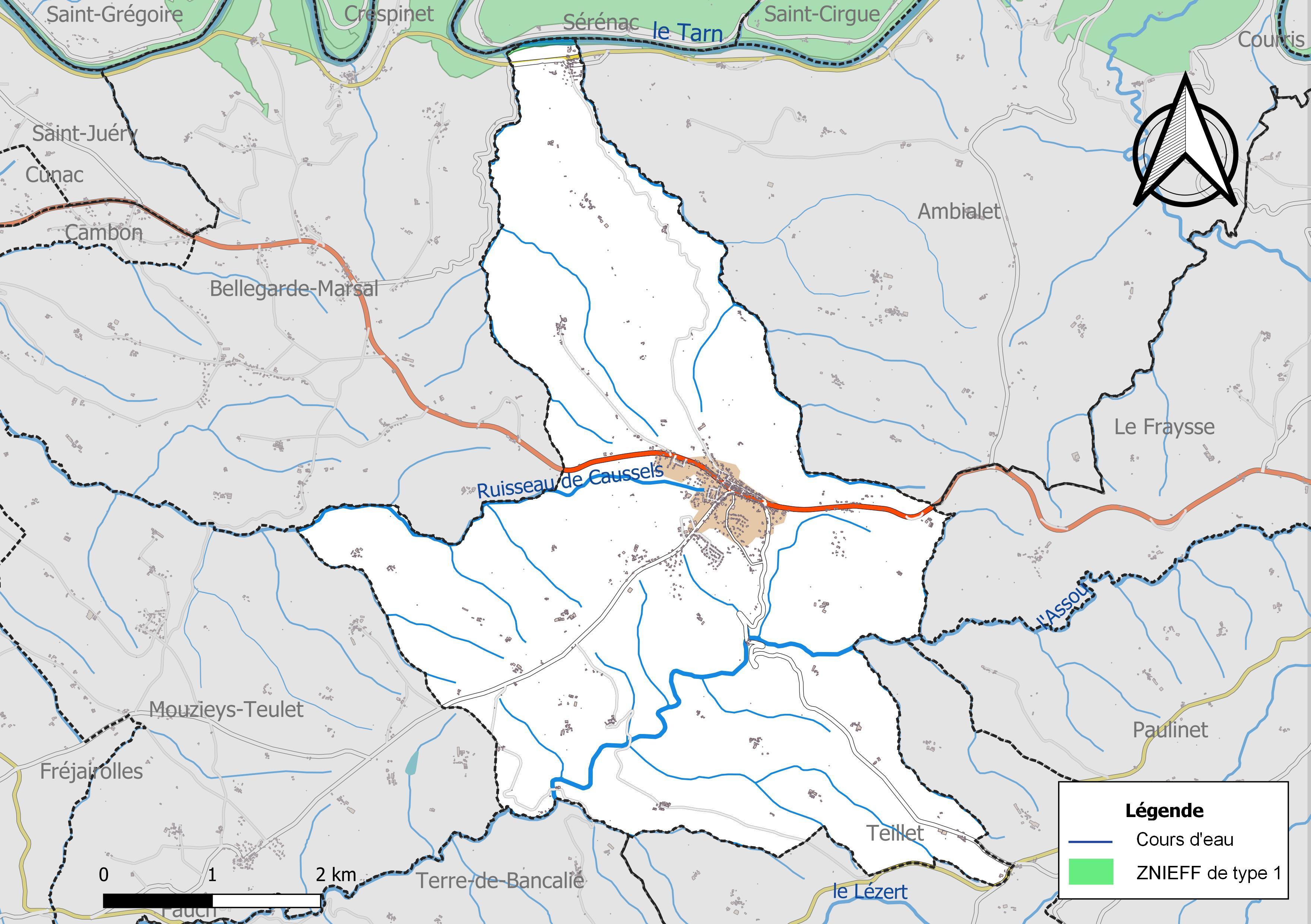
Carte de la ZNIEFF de type 1 sur la commune.
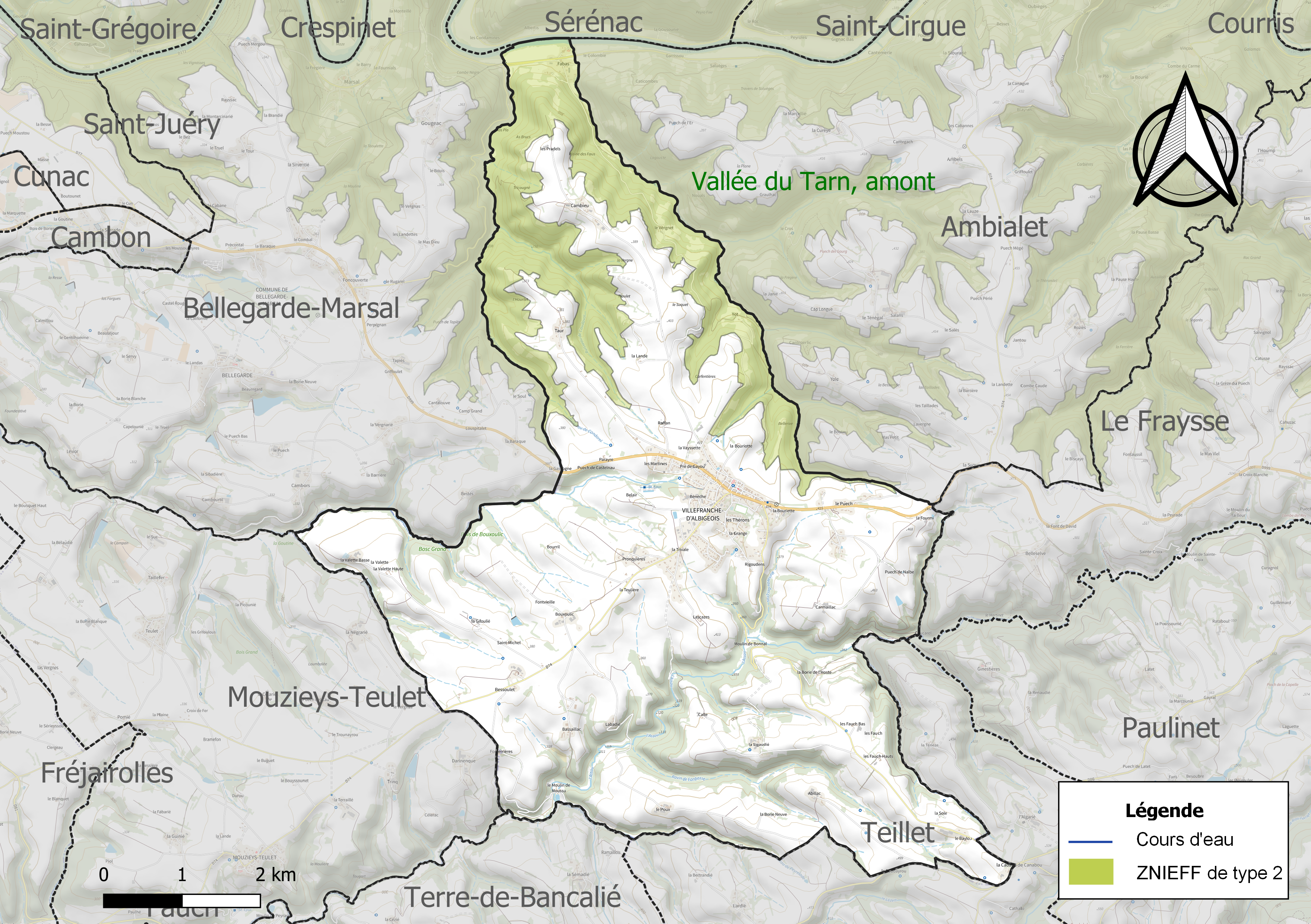
Carte de la ZNIEFF de type 2 sur la commune.

## Urbanisme

### Typologie
Au 1er janvier 2024, Villefranche-d'Albigeois est catégorisée bourg rural, selon la nouvelle grille communale de densité à sept niveaux définie par l'Insee en 2022.
Elle est située hors unité urbaine. Par ailleurs la commune fait partie de l'aire d'attraction d'Albi, dont elle est une commune de la couronne,. Cette aire, qui regroupe 91 communes, est catégorisée dans les aires de 50 000 à moins de 200 000 habitants,.

### Occupation des sols
L'occupation des sols de la commune, telle qu'elle ressort de la base de données européenne d’occupation biophysique des sols Corine Land Cover (CLC), est marquée par l'importance des territoires agricoles (69,3 % en 2018), en diminution par rapport à 1990 (71 %). La répartition détaillée en 2018 est la suivante :
terres arables (31,1 %), zones agricoles hétérogènes (31,1 %), forêts (27,7 %), prairies (7,1 %), zones urbanisées (2,9 %). L'évolution de l’occupation des sols de la commune et de ses infrastructures peut être observée sur les différentes représentations cartographiques du territoire : la carte de Cassini (XVIIIe siècle), la carte d'état-major (1820-1866) et les cartes ou photos aériennes de l'IGN pour la période actuelle (1950 à aujourd'hui).

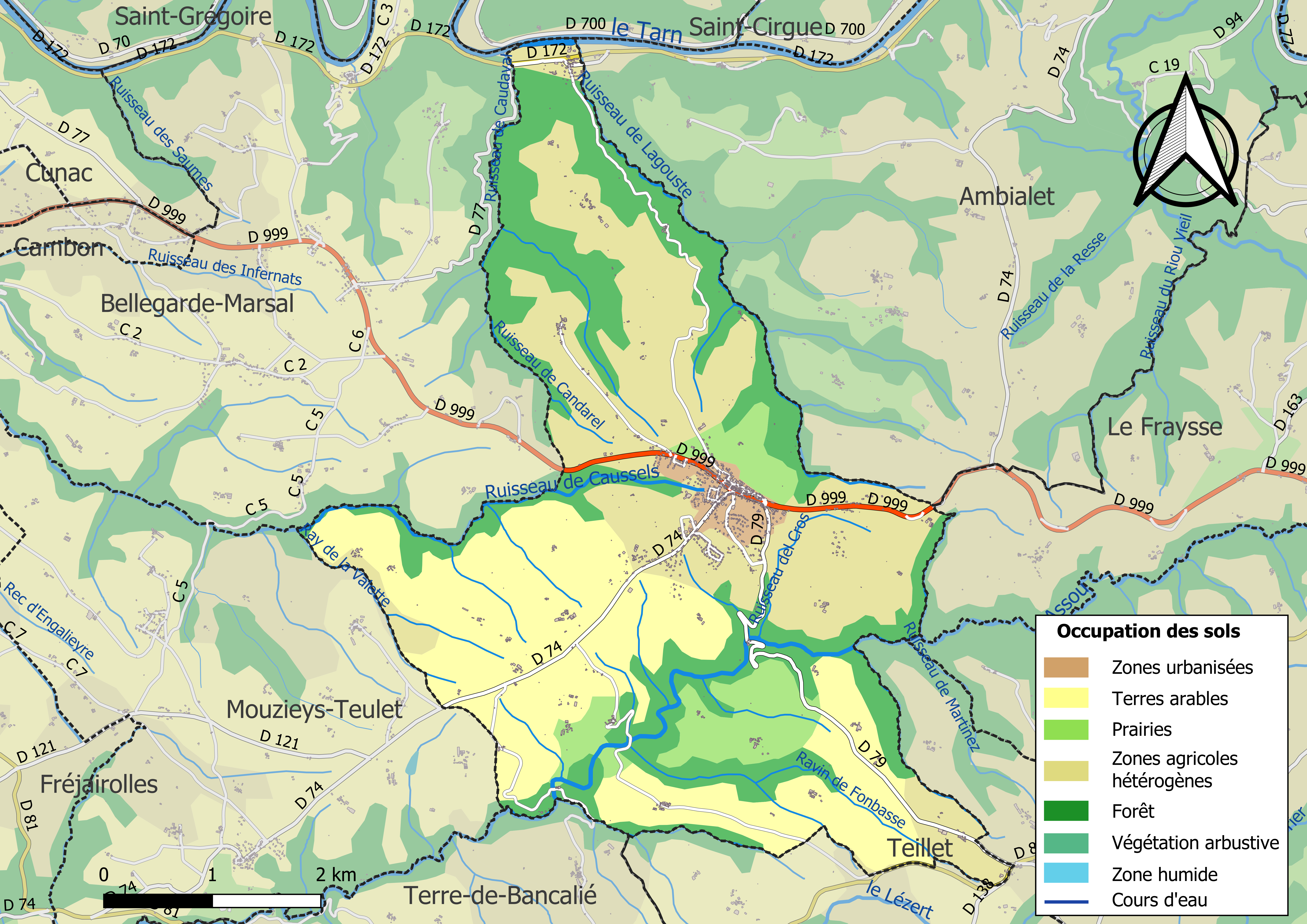
Carte des infrastructures et de l'occupation des sols de la commune en 2018 (CLC).

### Risques majeurs
Le territoire de la commune de Villefranche-d'Albigeois est vulnérable à différents aléas naturels : météorologiques (tempête, orage, neige, grand froid, canicule ou sécheresse), inondations, mouvements de terrains et séisme (sismicité très faible). Il est également exposé à un risque technologique, le transport de matières dangereuses, et à un risque particulier : le risque de radon. Un site publié par le BRGM permet d'évaluer simplement et rapidement les risques d'un bien localisé soit par son adresse soit par le numéro de sa parcelle.

#### Risques naturels
Certaines parties du territoire communal sont susceptibles d’être affectées par le risque d’inondation par débordement de cours d'eau, notamment le Tarn, l'Assou et le ruisseau de Caussels. La cartographie des zones inondables en ex-Midi-Pyrénées réalisée dans le cadre du XIe Contrat de plan État-région, visant à informer les citoyens et les décideurs sur le risque d’inondation, est accessible sur le site de la DREAL Occitanie. La commune a été reconnue en état de catastrophe naturelle au titre des dommages causés par les inondations et coulées de boue survenues en 1982, 1994, 2003 et 2013,.
Villefranche-d'Albigeois est exposée au risque de feu de forêt. En 2022, il n'existe pas de Plan de Prévention des Risques incendie de forêt (PPRif). Le débroussaillement aux abords des maisons constitue l’une des meilleures protections pour les particuliers contre le feu,.

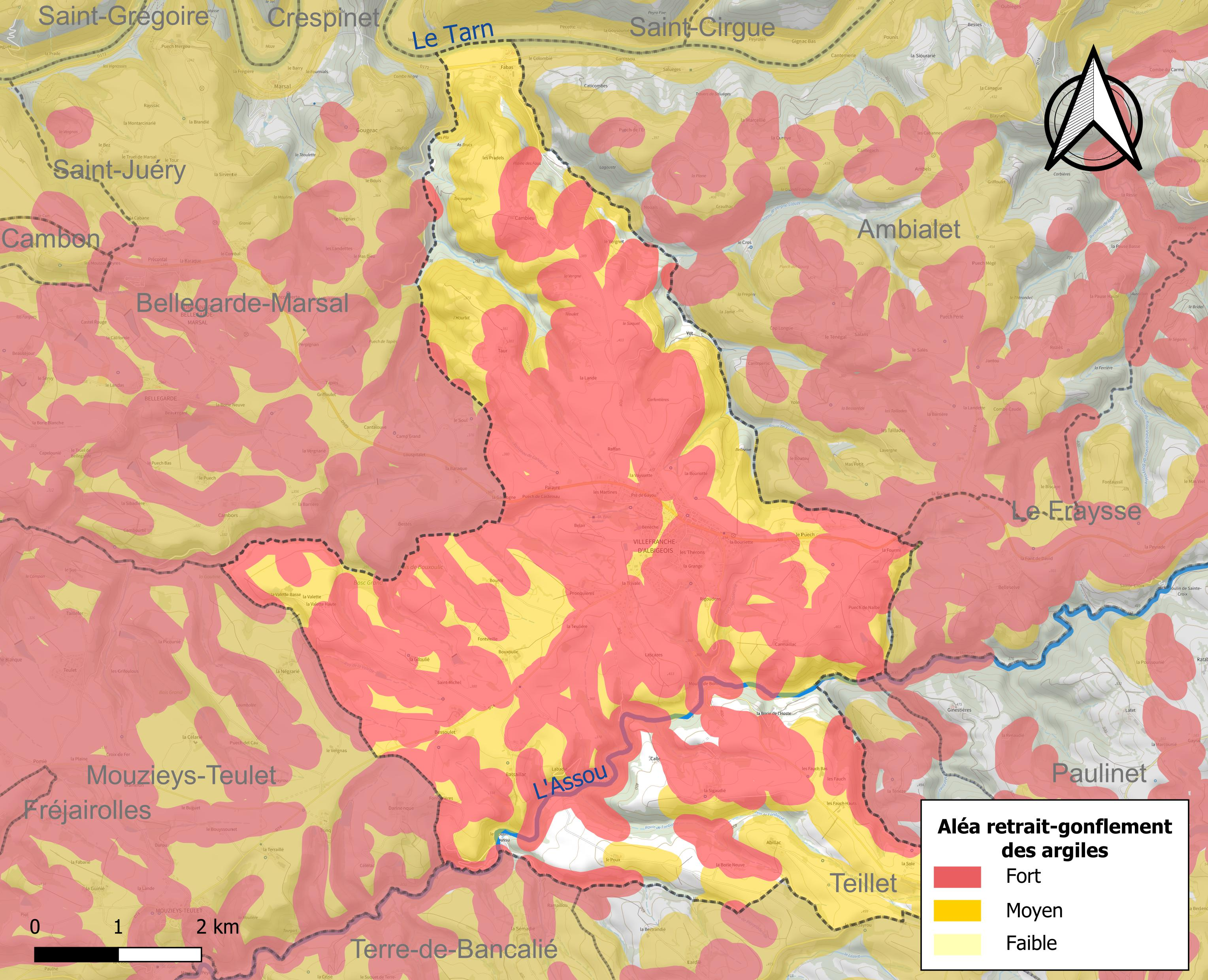
Carte des zones d'aléa retrait-gonflement des sols argileux de Villefranche-d'Albigeois.

La commune est vulnérable au risque de mouvements de terrains constitué principalement du retrait-gonflement des sols argileux. Cet aléa est susceptible d'engendrer des dommages importants aux bâtiments en cas d’alternance de périodes de sécheresse et de pluie. 92,3 % de la superficie communale est en aléa moyen ou fort (76,3 % au niveau départemental et 48,5 % au niveau national). Sur les 576 bâtiments dénombrés sur la commune en 2019, 570 sont en aléa moyen ou fort, soit 99 %, à comparer aux 90 % au niveau départemental et 54 % au niveau national. Une cartographie de l'exposition du territoire national au retrait gonflement des sols argileux est disponible sur le site du BRGM,.
Par ailleurs, afin de mieux appréhender le risque d’affaissement de terrain, l'inventaire national des cavités souterraines permet de localiser celles situées sur la commune.

#### Risques technologiques
Le risque de transport de matières dangereuses sur la commune est lié à sa traversée par des infrastructures routières ou ferroviaires importantes ou la présence d'une canalisation de transport d'hydrocarbures. Un accident se produisant sur de telles infrastructures est susceptible d’avoir des effets graves sur les biens, les personnes ou l'environnement, selon la nature du matériau transporté. Des dispositions d’urbanisme peuvent être préconisées en conséquence.

#### Risque particulier
Dans plusieurs parties du territoire national, le radon, accumulé dans certains logements ou autres locaux, peut constituer une source significative d’exposition de la population aux rayonnements ionisants. Certaines communes du département sont concernées par le risque radon à un niveau plus ou moins élevé. Selon la classification de 2018, la commune de Villefranche-d'Albigeois est classée en zone 2, à savoir zone à potentiel radon faible mais sur lesquelles des facteurs géologiques particuliers peuvent faciliter le transfert du radon vers les bâtiments.

## Toponymie
La commune de Villefranche prend le nom de Villefranche-d'Albigeois en 1892.

## Histoire
Ancienne bastide fondée le 12 octobre 1269 par Philippe de Montfort. Cette bastide bénéficia d’une charte, la dotant d’une franchise, d’où son nom, qui accordait à ses habitants, la liberté d’acheter et de vendre leurs biens sans avoir de comptes à rendre.

### Héraldique
| Villefranche-d'Albigeois | Son blason est : D'or aux deux fasces de sable. |

## Politique et administration
Le nombre d'habitants au recensement de 2011 étant compris entre 500 et 1 499 habitants, le nombre de membres du conseil municipal pour l'élection de 2014 est de quinze,.

### Rattachements administratifs et électoraux
Commune faisant partie de la communauté de communes des Monts-d'Alban et du Villefranchois et du Canton du Haut Dadou (avant le redécoupage départemental de 2014, Villefranche-d'Albigeois était le chef-lieu de l'ex-canton de Villefranche-d'Albigeois).

### Liste des maires
| Période                                  | Période      | Identité           | Étiquette | Qualité |
| ---------------------------------------- | ------------ | ------------------ | --------- | ------- |
| 1944                                     | 1947         | Ernest Boulinc     |           |         |
| 1947                                     | mars 1971    | Léopold Lautrec    |           |         |
| Mars 1971                                | mars 1977    | Joseph Payrastre   |           |         |
| Mars 1977                                | mars 1989    | Roger Henry        | PS        |         |
| mars 1989                                | mars 2008    | Claude Bessière    | PS        |         |
| mars 2008                                | 19 mai 2013, | Jean-Luc Chazottes |           |         |
| 28 juin 2013                             | juillet 2016 | René Cabrol        |           |         |
| octobre 2016                             | mai 2020     | Valérie Vithe      |           |         |
| mai 2020                                 | En cours     | Bruno Bousquet     |           |         |
| Les données manquantes sont à compléter. |              |                    |           |         |

## Population et société

### Démographie
| 1793 | 1800 | 1806 | 1821 | 1831 | 1836  | 1841  | 1846  | 1851  |
| ---- | ---- | ---- | ---- | ---- | ----- | ----- | ----- | ----- |
| 688  | 677  | 676  | 688  | 726  | 1 335 | 1 436 | 1 460 | 1 509 |

| 1856  | 1861  | 1866  | 1872  | 1876  | 1881  | 1886  | 1891  | 1896  |
| ----- | ----- | ----- | ----- | ----- | ----- | ----- | ----- | ----- |
| 1 554 | 1 616 | 1 505 | 1 555 | 1 533 | 1 558 | 1 529 | 1 432 | 1 369 |

| 1901  | 1906  | 1911  | 1921 | 1926 | 1931 | 1936 | 1946 | 1954 |
| ----- | ----- | ----- | ---- | ---- | ---- | ---- | ---- | ---- |
| 1 209 | 1 100 | 1 112 | 952  | 932  | 940  | 928  | 831  | 825  |

| 1962 | 1968 | 1975 | 1982 | 1990 | 1999 | 2006  | 2011  | 2016  |
| ---- | ---- | ---- | ---- | ---- | ---- | ----- | ----- | ----- |
| 812  | 783  | 789  | 850  | 898  | 957  | 1 030 | 1 178 | 1 245 |

| 2021  | 2022  | - | - | - | - | - | - | - |
| ----- | ----- | - | - | - | - | - | - | - |
| 1 239 | 1 235 | - | - | - | - | - | - | - |

| selon la population municipale des années : | 1968 | 1975 | 1982 | 1990 | 1999 | 2006 | 2009 | 2013 |
| Rang de la commune dans le département      | 67   | 71   | 68   | 66   | 62   | 61   | 59   | 59   |
| Nombre de communes du département           | 326  | 324  | 324  | 324  | 324  | 323  | 323  | 323  |

### Enseignement
Villefranche-d'Albigeois fait partie de l'académie de Toulouse.

### Santé
Médecins généralistes, kinésithérapeutes, podologue, dentistes, infirmiers y sont présents.

### Culture et festivité
Marché le dimanche matin, vide-greniers,

### Sports
18e étape du Tour de France 2005 et 13e étape du Tour de France 2007, basket-ball, rugby à XIII, pétanque,

## Économie

### Revenus
En 2018, la commune compte 536 ménages fiscaux, regroupant 1 205 personnes. La médiane du revenu disponible par unité de consommation est de 20 180 € (20 400 € dans le département).

### Emploi
|                | 2008  | 2013  | 2018  |
| -------------- | ----- | ----- | ----- |
| Commune        | 4,7 % | 6 %   | 8,7 % |
| Département    | 8,2 % | 9,9 % | 10 %  |
| France entière | 8,3 % | 10 %  | 10 %  |

En 2018, la population âgée de 15 à 64 ans s'élève à 741 personnes, parmi lesquelles on compte 76,9 % d'actifs (68,2 % ayant un emploi et 8,7 % de chômeurs) et 23,1 % d'inactifs,. Depuis 2008, le taux de chômage communal (au sens du recensement) des 15-64 ans est inférieur à celui de la France et du département.
La commune fait partie de la couronne de l'aire d'attraction d'Albi, du fait qu'au moins 15 % des actifs travaillent dans le pôle,. Elle compte 308 emplois en 2018, contre 293 en 2013 et 330 en 2008. Le nombre d'actifs ayant un emploi résidant dans la commune est de 510, soit un indicateur de concentration d'emploi de 60,5 % et un taux d'activité parmi les 15 ans ou plus de 55,6 %.
Sur ces 510 actifs de 15 ans ou plus ayant un emploi, 135 travaillent dans la commune, soit 26 % des habitants. Pour se rendre au travail, 84,8 % des habitants utilisent un véhicule personnel ou de fonction à quatre roues, 2 % les transports en commun, 6,5 % s'y rendent en deux-roues, à vélo ou à pied et 6,7 % n'ont pas besoin de transport (travail au domicile).

### Activités hors agriculture

#### Secteurs d'activités
88 établissements sont implantés à Villefranche-d'Albigeois au 31 décembre 2019. Le tableau ci-dessous en détaille le nombre par secteur d'activité et compare les ratios avec ceux du département,.
| Secteur d'activité                                                                                        | Commune | Commune | Département |
| Secteur d'activité                                                                                        | Nombre  | %       | %           |
| --- | ------- | ------- | ----------- |
| Ensemble                                                                                                  | 88      | 100 %   | (100 %)     |
| Industrie manufacturière, industries extractives et autres                                                | 6       | 6,8 %   | (13 %)      |
| Construction                                                                                              | 8       | 9,1 %   | (12,5 %)    |
| Commerce de gros et de détail, transports, hébergement et restauration                                    | 23      | 26,1 %  | (26,7 %)    |
| Information et communication                                                                              | 1       | 1,1 %   | (2,1 %)     |
| Activités financières et d'assurance                                                                      | 2       | 2,3 %   | (3,3 %)     |
| Activités immobilières                                                                                    | 6       | 6,8 %   | (4,2 %)     |
| Activités spécialisées, scientifiques et techniques et activités de services administratifs et de soutien | 13      | 14,8 %  | (13,8 %)    |
| Administration publique, enseignement, santé humaine et action sociale                                    | 22      | 25 %    | (15,5 %)    |
| Autres activités de services                                                                              | 7       | 8 %     | (9 %)       |

Le secteur du commerce de gros et de détail, des transports, de l'hébergement et de la restauration est prépondérant sur la commune puisqu'il représente 26,1 % du nombre total d'établissements de la commune (23 sur les 88 entreprises implantées à Villefranche-d'Albigeois), contre 26,7 % au niveau départemental.

#### Entreprises et commerces
Les trois entreprises ayant leur siège social sur le territoire communal qui génèrent le plus de chiffre d'affaires en 2020 sont :
- Coretech, construction d'autres bâtiments (332 k€)
- Elica, services administratifs combinés de bureau (195 k€)
- SARL Michel Bergon, services d'aménagement paysager (81 k€)

### Agriculture
La commune est dans le Segala, une petite région agricole située dans le nord-est du département du Tarn. C’est la relative pauvreté du sol de cette région où ne poussait jadis que le seigle qui a donné son nom à cette aire géographique. Situé en moyenne altitude, le Ségala s’étend sur des territoires vallonnés et riches en schiste. En 2020, l'orientation technico-économique de l'agriculture  sur la commune est l'élevage d'équidés et/ou d' autres herbivores.
|               | 1988  | 2000  | 2010  | 2020  |
| ------------- | ----- | ----- | ----- | ----- |
| Exploitations | 53    | 35    | 27    | 21    |
| SAU (ha)      | 1 597 | 1 336 | 1 421 | 1 198 |

Le nombre d'exploitations agricoles en activité et ayant leur siège dans la commune est passé de 53 lors du recensement agricole de 1988  à 35 en 2000 puis à 27 en 2010 et enfin à 21 en 2020, soit une baisse de 60 % en 32 ans. Le même mouvement est observé à l'échelle du département qui a perdu pendant cette période 58 % de ses exploitations,. La surface agricole utilisée sur la commune a également diminué, passant de 1 597 ha en 1988 à 1 198 ha en 2020. Parallèlement la surface agricole utilisée moyenne par exploitation a augmenté, passant de 30 à 57 ha.

## Culture locale et patrimoine

### Lieux et monuments
- Église de la Nativité-de-Notre-Dame de Villefranche-d'Albigeois ou Église Notre Dame de Bon Secours. Avec croix de pierre double face du XVe siècle, portail surbaissé (sous le porche) et fonts baptismaux provenant de l'ancienne église du XVe. Les  fresques et le chemin de croix ont été réalisés par Micha Greschny le fils de Nicolaï Greschny.
- Église Saint-Barthélemy de Fabas.

### Personnalités liées à la commune
- Jean Jaurès : la belle-famille de Jean Jaurès possédait la maison de maître de Bessoulet située sur le territoire de la commune et il y passait régulièrement ses vacances.
- Guy Guillabert
- Raymond Montaner
- Jean-Guillaume Molinier

## Pour approfondir